# Gare de Cerdon-du-Loiret
La gare de Cerdon-du-Loiret est une ancienne gare ferroviaire française de la ligne d'Auxy - Juranville à Bourges, située sur le territoire de la commune de Cerdon, dans le département du Loiret, en région Centre-Val de Loire.

## Situation ferroviaire
Établie à 145 m d'altitude, la gare de Cerdon-du-Loiret se situe au point kilométrique (PK) 63,051 de la ligne d'Auxy - Juranville à Bourges entre les gares de Villemurlin et Argent-sur-Sauldre.

## La gare aujourd'hui

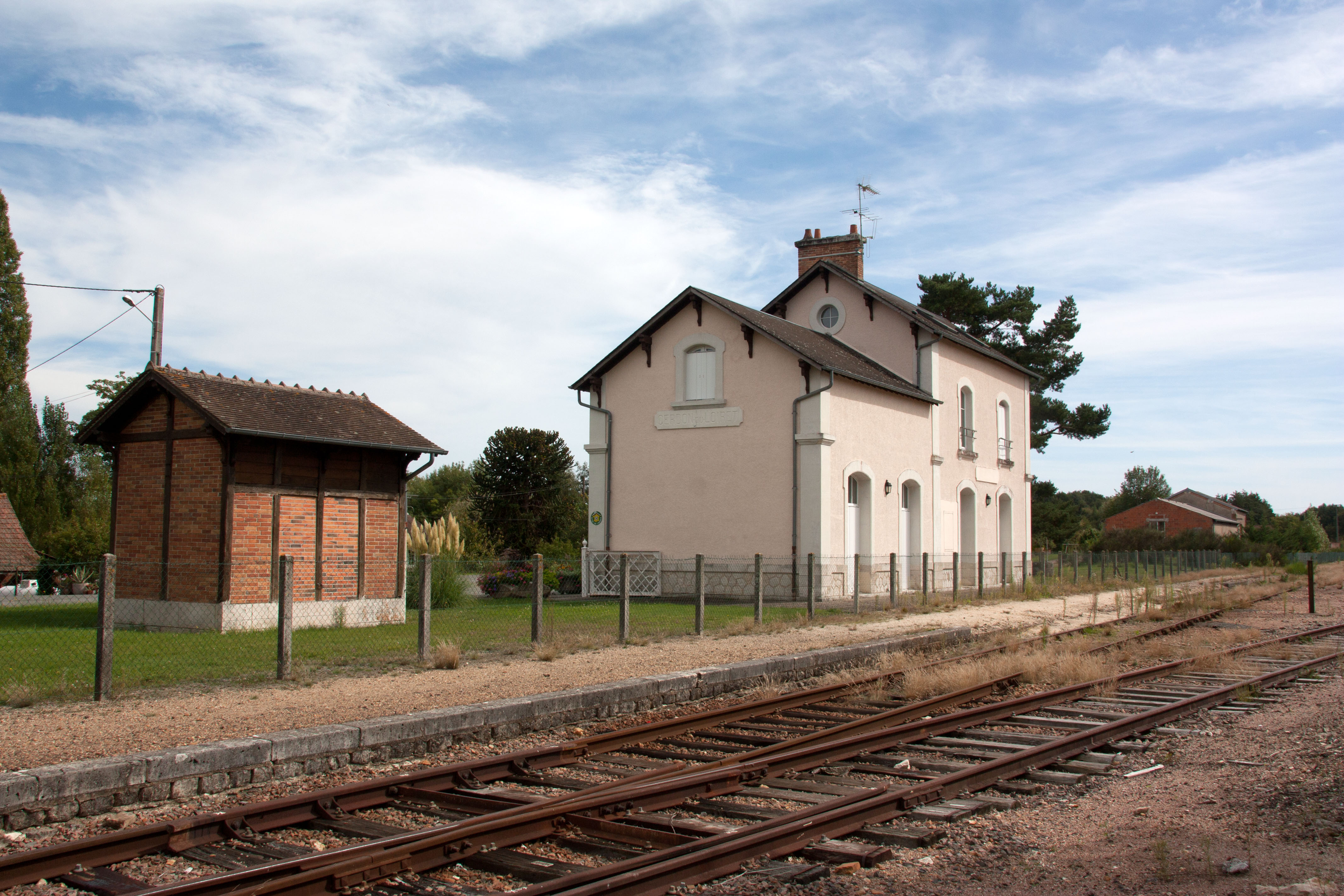
Vue de la gare depuis les voies

### Les bâtiments
Le bâtiment voyageurs existe toujours. Il a été réaffecté en gîte d'étape.

### Plateforme ferroviaire
Le quai et les voies sont visibles.